# Кікі (фільм, 1926)
«Кікі» (англ. Kiki) — американська кінокомедія режисера Кларенса Брауна 1926 року.

## Сюжет
Кікі, бідна молода жінка, яка продає газети на вулицях Парижа і танцює в сусідньому театрі. Поки вона там, вона запрошує в своє життя менеджера, в якого вона закохалася.

## У ролях
- Норма Толмадж — Кікі
- Рональд Колман — Віктор Ренал
- Гертруда Естор — Полетт Маскар
- Марк Макдермотт — барон Рапп
- Джордж К. Артур — Адольф
- Вілльям Орламонд — Брюле
- Ервін Коннеллі — Джолі
- Френкі Дарро — П'єр